# Physemops panops
Physemops panops är en tvåvingeart som beskrevs av Wirth 1970. Physemops panops ingår i släktet Physemops och familjen vattenflugor. Inga underarter finns listade i Catalogue of Life.